# Mina Satō
Mina Satō (japanisch 佐藤 水菜 Satō Mina; * 7. Dezember 1998 in Chigasaki) ist eine japanische Radsportlerin, die Kurzzeitdisziplinen auf der Bahn bestreitet.

## Sportlicher Werdegang
Mina Satō ist seit ihrer Schulzeit eine begeisterte Radsportlerin. Im Januar 2017 machte sie ihren Abschluss an der Japan Keirin School in Izu und begann ihre erfolgreiche Karriere bei den Keirin-Circuits in Japan. Im Mai 2022 belegte sie den zweiten Platz beim UCI Track Cycling Nations’ Cup im kanadischen Milton. Bei den Asiatischen Meisterschaften gewann sie den Wettbewerb im Keirin. 2021 wurde sie für die UCI Track Champions League nominiert und belegte in der Gesamtwertung der Kurzzeitdisziplinen Rang elf.
Beim UCI Track Cycling Nations’ Cup 2023 und 2024 gewann Satō dreimal den Keirin. Bei den Olympischen Spielen 2024 schied sie beim Keirin im Viertelfinale aus, beim Sprint im Achtelfinale. Ihren bislang größten Erfolg erzielte sie mit dem Weltmeistertitel 2024 im Keirin.

## Erfolge
2021
- Weltmeisterschaft – Keirin

2022
- Weltmeisterschaft – Keirin
- Asienmeisterin – Keirin
- Asienmeisterschaft – Teamsprint (mit Riyu Ohta und Yūka Kobayashi)
- Japanische Meisterin – Sprint, Keirin, Teamsprint, 500-Meter-Zeitfahren

2023
- Nations’ Cup in Jakarta – Keirin
- Nations’ Cup in Kairo – Keirin
- Asienmeisterin – Keirin
- Asienmeisterschaft – Sprint, Teamsprint (mit Riyu Ohta und Yūka Kobayashi)
- Asienspielesiegerin – Sprint, Keirin
- Japanische Meisterin – Sprint, Keirin, 500-Meter-Zeitfahren

2024
- Nations’ Cup in Adelaide – Keirin
- Japanische Meisterin – Sprint
- Weltmeisterin – Keirin
- Weltmeisterschaft – Sprint

2025
- Asienmeisterin – Sprint
- Asienmeisterschaft – Teamsprint (mit Aki Sakai und Haruka Nakazawa)